# AMD Laffly 80
L'automitrailleuse de découverte Laffly 80 o Laffly-Vincennes era un'autoblindo francese sviluppata tra le due guerre mondiali.

## Storia
Alla fine degli anni venti, quasi l'intero parco autoblindo dell'Armée de terre e la maggior parte del parco carri risaliva alla prima guerra mondiale. Durante la Grande Guerra la Francia aveva ricevuto l'autoblindo statunitense White Model 1917. Alla fine degli anni venti i telai erano giunti a fine vita, ma gli scafi erano ancora in condizioni pressoché perfette. Similmente a quanto fatto nel 1931 con gli scafi White Mle 1918 per realizzare le AMD Laffly 50, nel 1934 si decise quindi di rimontare gli scafi blindati White sul nuovo, moderno telaio 4×2 dell'autocarro LC2 della Laffly, già in servizio con l'Armée. Le ricostruzioni iniziarono nel 1934 ed i mezzi entrarono in servizio l'anno successivo, ma era chiaro che il veicolo era già obsoleto prima di uscire dalla fabbrica. La conversione venne interrotta dopo 28 mezzi prodotti e le risorse vennero dirottate alla produzione della moderna Panhard 178.
Al mezzo venne assegnata la denominazione AMD Laffly 80 ed era conosciuta anche come AMD White-Vincennes; nella nomenclatura dell'esercito francese, la dizione automitrailleuse de découverte o AMD indicava le autoblindo ruotate da ricognizione per la cavalleria. Le obsolete autoblindo furono assegnate al 6e e 8e Régiment de cuirassiers; nel 1937 i due reparti ricevettero le nuove Panhard 178 e le 27 Laffly 80 ancora operative furono inviate nel Nordafrica francese, dove ci si attendeva un minore livello di minaccia in caso di guerra. Qui vennero assegnate al 1er Régiment étranger de cavalerie ed al 4e Régiment de chasseurs d'Afrique. Dopo l'armistizio del 1940, i mezzi passarono al 8e Régiment de chasseurs d'Afrique; tornarono al 4e Régiment in occasione della parata di maggio 1943, celebrante la vittoria e la fine della guerra nel deserto.

## Tecnica
Il telaio 4×2 a trazione posteriore era caratterizzato da un passo estremamente lungo. Le sospensioni erano a balestre. Le prestazioni fuoristrada, nelle condizioni del teatro europeo, non erano entusiasmanti, ma il mezzo poteva superare una pendenza di 40° ed aveva una velocità massima di 80 km/h sulle piste desertiche del Nordafrica.
Lo scafo era costituito da piastre di acciaio laminato spesse 8 mm, imbullonate e rivettate alla struttura portante centrale. Il compartimento di guida era occupato dal pilota, mentre il suo assistente in caso di necessità occupava il posto di guida posteriore; la doppia guida era infatti una caratteristica di molte blindo da esplorazione del tempo. Il compartimento di combattimento occupava tutta la parte poppiera del mezzo. Entrambe le postazioni di guida disponevano di feritoie e portelli di guida blindati. Il motore era un nuovo quadricilindrico Laffly da 80 hp, con cambio manuale a 4 marce avanti e 4 retro. L'impianto elettrico includeva era a 6 volt.
La torretta circolare in piastre rivettate, di forma asimmetrica, era dotata di un piccolo portello superiore; era armata con una mitragliatrice pesante da 13,2 mm Hotchkiss Mle 1930 ed una mitragliatrice coassiale MAC 1931; una seconda mitragliatrice dello stesso tipo era installata "in fuga", sul retro della torretta. L'equipaggio accedeva al mezzo tramite due portelli laterali.